# Gewissensfreiheit
Gewissensfreiheit ist die Freiheit, Entscheidungen und Handlungen aufgrund des Gewissens, frei von äußerem Zwang, durchführen zu können. Eine gewissensfreie Handlung oder Entscheidung orientiert sich an gut und böse und an sittlichen, für den Einzelnen als verbindlich geltenden Kriterien. Eine gegen das Gewissen sprechende Entscheidung führt in der Regel zu einem individuellen Notstand (Gewissensbisse).

## Der Rechtsbegriff von Gewissensfreiheit

### Geschichte des Rechtsbegriffs „Gewissensfreiheit“
Die Gewissensfreiheit war als humanistisches Ideal bereits in § 144 Satz 1 Paulskirchenverfassung und in Art. 135 WRV enthalten. Wegen ihrer engen Verknüpfung mit der weltanschaulichen Überzeugung als wertebildendes Charakteristikum wird die Gewissensfreiheit häufig in der Nähe von Glaubens- oder Religionsfreiheit (in sämtlichen freiheitlichen deutschen Verfassungen seit 1848) verortet.
In Deutschland ist die Gewissensfreiheit ein Grundrecht und wird durch das Grundgesetz (GG) im Art. 4 gewährt. Grundrechtsträger ist jeder Mensch. Schutzobjekt im Sinne des Art. 4 GG ist die Überzeugung, sich ethisch zu einem bestimmten Verhalten unbedingt verpflichtet zu fühlen. Gleichermaßen sind Überzeugungsbildung wie -betätigung geschützt. Die Gewissensfreiheit steht damit im Zusammenhang mit der Religionsfreiheit, welche den äußeren Zwang zu einer bestimmten Weltanschauung untersagt.
Teile der Gewissensfreiheit finden sich auch in Art. 1 GG (Menschenwürde), Art. 2 Abs. 1 i. V. m. Art. 1 Abs. 1 GG (allgemeines Persönlichkeitsrecht) sowie in Art. 5 Abs. 1 GG (Meinungsfreiheit) und Art. 2 GG (allgemeine Handlungsfreiheit). Das Gewissen wird sowohl im inneren Bereich (sog. forum internum) gebildet als auch nach außen (sog. forum externum) kenntlich gemacht. Eine besondere Gewissensfreiheit genießen Abgeordnete des Deutschen Bundestages, die laut Grundgesetz ihre Entscheidungen im Rahmen des freien Mandats nur anhand ihres Gewissens ohne Bindung an Weisungen und Aufträge fällen sollten (Art. 38 GG).
Innerhalb des GG und vergleichbarer inter- und supranationalen Katalogen kommt der Gewissensfreiheit ein hoher Rang zu, der sich aus der Tatsache ergibt, dass dieses Grundrecht nicht unter einem Gesetzesvorbehalt steht, also eine mögliche Einschränkung ausschließlich zur Verteidigung kollidierender Rechte Dritter anerkannt werden kann.

### Eingriffe in die Gewissensfreiheit
Eingriffe sind stets im Rahmen der praktischen Konkordanz mit anderen Grundrechten und im Rahmen von Verfassungsprinzipien zu überprüfen, da die Gewissensfreiheit im deutschen Recht nur den verfassungsimmanenten Schranken unterworfen ist. Das forum internum der Gewissensfreiheit, die innere Überzeugungsbildung von Werten und Überzeugungen, ist eingriffsresistent, da es direkt an die Menschenwürde (Art. 1 Abs. 1 GG) anknüpft. Kasuistisch werden Gehirnwäsche, Hypnose, Drogen und ähnliche Eingriffe in das physiologisch-psychische Wirken verboten. Problematisch ist jedoch der Bereich der Wertevermittlung. So kann die Bildung von Werten durch staatliche Institutionen (Schule) nicht verboten sein, sondern ist sogar notwendig, wenn auch im Rahmen der Bindung an die freiheitlich demokratische Grundordnung. Bedeutend sind jedoch vor allem die Eingriffe in das forum externum. Dies sind Fälle, in denen der Betroffene sein Verhalten mit Hinweis auf das Gewissen begründet. Die Gewissensfreiheit strahlt nicht nur im öffentlich-rechtlichen Bereich aus, sie bleibt auch im Bereich des Privatrechts bedeutsam und erlangt Entfaltung über die Generalklauseln des Privatrechts. Das betrifft insbesondere den Bereich des Individualarbeitsrecht, wenn Menschen Arbeiten ausführen sollen, die ihren Überzeugungen massiv widersprechen (Tierversuche, Rüstungsproduktion). Hier entfaltet die Gewissensfreiheit ihre Drittwirkung.
Ein Unterfall der Gewissensfreiheit ist das Recht auf Kriegsdienstverweigerung. Die Gewissensfreiheit sieht generell keinerlei Einschränkungen vor. Da eine Lockerung des Rechtes auf Kriegsdienstverweigerung schwer mit Art. 19 Abs. 2 des Grundgesetzes vereinbar ist, sieht das Kriegsdienstverweigerungsrecht ebenfalls keine Einschränkungen vor.

### Grundrecht Gewissensfreiheit
Es bedarf keiner Begründung, um das Grundrecht der Gewissensfreiheit „einzulösen“, da ansonsten der Sinn der Gewissensfreiheit zum Teil obsolet würde.

## Fallgruppe: Ziviler Ungehorsam
Dass ziviler Ungehorsam mit der Überzeugung über andere als die von staatlicher Seite vertretenen Werte zusammenhängt, ist unbestritten. Die Fallgruppe überlappt sich jedoch häufig noch mit anderen Grundrechten wie Versammlungsfreiheit, Meinungsfreiheit und allgemeiner Handlungsfreiheit. Problematisch ist, dass durch zivilen Ungehorsam häufig nicht nur der Staat getroffen wird, sondern auch andere Bürger. Kritisiert wird außerdem, dass die Berufung auf die Gewissensfreiheit zur Rechtfertigung politischer Agitation nicht ausreichend ist, um den erhöhten Schutz des Art. 4 GG zu genießen. Andererseits sind pazifistische Sitzblockaden, die sich an den Vorbildern Mahatma Gandhis und auch Thoreaus orientieren, wohl regelmäßig unter den Schutz des Art. 4 GG zu stellen.

## Interpretationsfreiheit im Islam als Form der Gewissensfreiheit
Das religiöse Recht des Islams ist ein differenziertes und dynamisches System, das sich seit der Zeit Mohammeds (ca. 570–632) bis heute weiter entwickelt hat. Viele Muslime nehmen es sehr ernst und nutzen seine Regeln und Werte als Richtschnur für ihr Leben. Sie betrachten das Recht als einen der bemerkenswertesten Aspekte ihrer Religion. Die grundlegende Quelle des islamischen Rechts ist der Koran. Regeln und Vorschriften, die im Koran deutlichen Ausdruck finden, können nach Auffassung des Islam nicht diskutiert werden, sondern seien wörtlich zu akzeptieren. In einer Rechtsfrage, die der Koran nicht eindeutig klärt, schaut man auf die Beispiele des Propheten oder auf seine Sunna, die – häufig mit „Tradition“ übersetzt – die Lebensweise Mohammeds bezeichnet. Dieses Konzept bietet Interpretationsmöglichkeiten und bringt gelegentlich Konflikte mit sich. Geschichtlich betrachtet gibt es eine gewisse Tendenz, die rechtlichen Aspekte des Islams als „Herz der Tradition“ anzusehen. Eine Tendenz zur Gewissensfreiheit lässt sich aus den „Urteilen“ der Gelehrten, hier sei al-Ghazali (1058–1111) genannt erkennen. Ghazali äußerte sich zum religiösen Leben und erklärte, „dass blinde Verehrung der Traditionen von Recht und Philosophie nicht den Kern des religiösen Lebens erfüllten, sondern dass Glaube und Frömmigkeit wichtiger sei.“ Er räumte somit in gewisser Weise eine aus der Interpretation abgeleitete Gewissensfreiheit ein, die der strengen religiösen Befolgung von Vorschriften den Vorrang gibt.
Der kritischste Ansatz bei der Frage nach Gewissensfreiheit im Islam entzündet sich bei der Frage nach der Apostasie, dem Abfall vom Glauben, der nach islamischer Rechtsauffassung strafbar und mit dem Tod zu bestrafen ist. Innerhalb der islamischen Welt wird zurzeit auch über die Menschenrechte, die im Widerspruch zur islamischen Rechtsauffassung stehen, diskutiert. Dabei geht es unter anderem auch darum, was höher zu gewichten ist, die islamische Rechtsauffassung, also die Scharia, oder aber die Menschenrechte.

## Moraltheologische Betrachtung
In der Bibel des Neuen Testamentes und in der allgemeinen Auslegung der theologischen Überlegungen standen bis zum 4. Jahrhundert für das Christentum die Würde des Menschen und die praktische Nächstenliebe im Blickpunkt des sittlichen Geschehens. Die Moraltheologie legt den sittlichen Anspruch des Handelnden fest und skizziert die moralischen Handlungsfelder. Bezüglich der Gewissensfreiheit gerät der Handelnde in Zweifel über das richtige und falsche Handeln, anders ausgedrückt über das Gute und das Böse. Dieses wird auch im Neuen Testament verdeutlicht, wenn es im Brief des Paulus an die Römer heißt: „Die Überzeugung, die du selbst hast, sollst du vor Gott haben. Wohl dem, der sich nicht zu verurteilen braucht, was er für Recht hält. Wer aber Zweifel hat, wenn er etwas ißt, der ist gerichtet, weil er nicht aus der Überzeugung des Glaubens handelt.“ (Röm 14,22–23 )
Mit der Ankündigung Kaiser Theodosius’ I. (379–395), das Christentum zur Staatsreligion zu erklären, änderte sich die naturgegebene moralische Einstellung. Es entwickelten sich ein starrer Wahrheitsbegriff und eine teilweise gewaltsame Verfolgung Andersgläubiger. Die katholische Kirche hat sich lange gegen eine absolute Gewissensfreiheit gewehrt und den Gehorsam in den Vordergrund gestellt. Mit der Entstehung des Humanismus und der späteren Reformation keimte die Gewissensfreiheit neu auf.
Der lutherische Gelehrte Johann Gottfried Gregorii alias Melissantes weist 1715 in einem auf moraltheologischer Grundlage erstellten Fürstenspiegel im Zusammenhang mit Religionsfreiheit auf die Schutzwürdigkeit des Gewissens hin, damit man das Gewissen nicht verletze.
Den für die katholische Kirche entwickelten Gewissensbegriff nahmen Papst Gregor XVI. (1831–1846) in seiner Enzyklika Mirari vos (1832) und Papst Pius IX. (1846–1878) mit der Enzyklika Quanta Cura (1864) erneut auf und wandten sich, anlässlich der voranschreitenden Säkularisierung, gegen das Denken des Kirchenvolkes. Die erste Richtungsänderung kündigte sich mit Papst Leo XIII. (1878–1903) und seiner Enzyklika Immortale Dei (1885) an. Auch wenn das kirchliche Lehramt Vorrang vor der absoluten Gewissensfreiheit behielt, wurde den Gläubigen ein gewisses Maß an Eigengewissen zugestanden.
Auch das Zweite Vatikanische Konzil (1962–1965) widmete sich dem Gewissensgedanken und legte mit den Dokumenten Lumen gentium (1964), Gaudium et Spes (1965) und Dignitatis humanae (1965) den Grundstein für einen neuen Denkansatz, der aber zu keinem Wandel führte.

### Wahnsinn und Irrtum
Papst Gregor XVI. ging in seiner Enzyklika Mirari vos vom 15. August 1832 auf die, aus seiner Sicht, vorherrschende Verwirrung in Kirche und Staat ein und schrieb über den Liberalismus und religiösen Indifferentismus. Die Forderung der Gewissensfreiheit bezeichnet der Papst als Wahnsinn und pestilenzialischen Irrtum, er verdammte die Freiheitsbewegung als einen „Wahnwitz der Geistesfreiheit“ und prangerte die „schrankenlosen Denk- und Redefreiheit“ sowie der „Erneuerungssucht“ an. Zur Gewissensfreiheit und Meinungsfreiheit schrieb er: 

„Aus dieser modrigen Quelle der Gleichgültigkeit, die den Glauben betrifft, fließt jene törichte und falsche Ansicht, die man besser als Wahnsinn bezeichnet, für jeden die Gewissensfreiheit zu fordern und zu verteidigen. Der Wegbereiter für diesen überaus verderblichen Irrtum ist diese vollkommen übermäßige Meinungsfreiheit, die auf weiten Gebieten zum Verderben der Kirche und des Staates verbreitet ist. Einige behaupten hierbei mit großer Unverschämtheit, daß sich daraus Vorteile für die Religion ergeben. Der heilige Augustinus sagt dagegen, was ist tödlicher für die Seele, als die Freiheit des Irrtums! Wenn jeder Zaum entfernt wird, durch welchen die Menschen auf den Pfaden der Wahrheit geführt werden, und dadurch ihre zum Bösen geneigte Natur in die Tiefe stürzt, sehen wir den geöffneten Abgrund der Hölle, aus dem der Apostel Johannes den Rauch aufsteigen sah, der die Sonne verdunkelte und aus dem Heuschrecken hervorgingen, die sich über die gesamte Erde verbreiteten, um sie zu verwüsten (vgl. Off 9,3 ). Aus diesem Irrtum entstammt die Wandlung der Gesinnungen, die zur Verderbnis der Jugend führen, aus dem die Verachtung des Volkes gegenüber der Religion sowie der heiligsten Dinge und Gesetze hervorgeht und aus dem die Worte der Pest kommen, die für das öffentliche Gemeinwesen tödlicher sind, als alles andere. Die Erfahrung bezeugt, was seit ältester Zeit bekannt ist. Staaten, die durch Reichtum, Macht und Ruhm aufblühten, sind an diesem einen Übel zugrunde gegangen, das sich in der übermäßigen Meinungsfreiheit, der Redefreiheit und der Sucht nach Neuerungen äußert.“

### Staat und Kirche
In der Enzyklika Quanta Cura vom 8. Dezember 1864, die den Untertitel „Über die Irrtümer der Zeit“ trägt, verurteilt Papst Pius IX. die Religionsfreiheit und wandte sich gegen die Trennung von Kirche und Staat. Eingangs geht er auf die Enzyklika Mirari vos seines Vorgängers Gregor XVI. ein und bestätigte dessen Meinung zur Gewissens- und Religionsfreiheit. Er verurteilte die sogenannten Erneuerer als ruchlose Lügner, die den Versuch unternehmen würden, die Macht von Kirche und Staat zu untergraben und die Trennung von Staat und Kirche herbeizuführen. Bezüglich der Gewissensfreiheit schrieb er: 

„Die Gesetze der Kirche verpflichteten nur dann im Gewissen, wenn sie durch die staatliche Behörde veröffentlicht würden. Die Verfügungen und Dekrete der Römischen Päpste, welche die Religion und die Kirche betreffen, bedürften der Bestätigung und Billigung, zumindest aber der Zustimmung der Staatsgewalt… Die Kirche dürfe nichts verfügen und entscheiden, was die Gewissen der Gläubigen im Hinblick auf den Gebrauch der zeitlichen Dinge binden könnte. Der Kirche stehe nicht das Recht zu, die Verletzter ihrer Gesetze mit zeitlichen Strafen zu bedrohen. Es entspreche den Grundsätzen der heiligen Theologie und des öffentlichen Rechts, das Eigentumsrecht an Gütern, welche sich im Besitz der Kirche, der Ordensgemeinschaften und anderen frommen Institutionen befinden, der Staatsregierung zuzuerkennen und für sie in Anspruch zu nehmen.“

### Religions- und Gewissensfreiheit
Obwohl im Laufe der Kirchengeschichte das Thema Gewissensfreiheit in mancher Hinsicht modifiziert worden war und sich auch ein Weg zur Religionsfreiheit abzeichnete, war die kirchliche Lehre doch prinzipiell nie von der Gehorsamspflicht abgerückt. Mit der Enzyklika Immortale Dei  vom 1. November 1885 hatte Papst Leo XIII. die Lehre vom „Wahren Staat“ in komprimierter Form zusammengefasst. Er schrieb über das Tolerieren anderer Religionen als von einem Übel, das man (notgedrungen) zu akzeptieren habe, aber eben nur unter bestimmten gegebenen Umständen. Von Religionsfreiheit, also der Religionsausübung, leitet er auf das Gewissen über: 

„Dem entsprechend mag dann ein jeder von der Religion halten, was er will, eine nach Gutdünken annehmen, oder auch gar keine, wenn eben keine ihm zusage. Was sich hieraus mit Notwendigkeit ergeben muss, ist klar: das Gewissen ist von jedem objektiven Gesetze entbunden, dem Belieben eines jeden ist es anheim gegeben, ob er Gott verehren will oder nicht; eine grenzenlose Denkwillkür und Zügellosigkeit tritt ein in der Veröffentlichung der Meinungen.“

 Aus diesen Überlegungen entstand der Weg zur Religionsfreiheit, der aber wiederum die Gewissensfrage beinhaltet und eine Gewissensentscheidung verlangt. Im Umkehrschluss lässt sich daraus ableiten, dass „Religionsfreiheit“ nicht mit „Gewissensfreiheit“ gleichzusetzen ist, da die Religionsfreiheit das Nebeneinander der verschiedenen Religionen toleriert.

### Christliches Gewissen und Erlösung
Die Dogmatische Konstitution Lumen gentium  wurde am 21. November 1964 von den Konzilsvätern verabschiedet und von Papst Paul VI. (1963–1978) promulgiert. Erstmals in der dogmengeschichtlichen Entwicklung äußert sich darin das höchste kirchliche Lehramt ausführlich zum christlichen Gewissen. In Fragen der religiösen Rechte und Pflichten wurden die Gläubigen aufgerufen, sich bei ihren Entscheidungen vom „christlichen Gewissen“ führen zu lassen. Dabei muss folgendes Prinzip Beachtung finden: 

„Keine menschliche Tätigkeit, auch in weltlichen Dingen nicht, lässt sich ja der Herrschaft Gottes entziehen. Heutzutage ist es aber besonders wichtig, dass diese Unterscheidung und Harmonie zugleich möglichst klar im Handeln der Gläubigen aufleuchten, damit die Sendung der Kirche den besonderen Verhältnissen der heutigen Welt voller entsprechen kann. Man muss gewiß anerkennen, dass die irdische Gesellschaft mit Recht den weltlichen Bestrebungen zugeordnet ist und darin von eigenen Prinzipien geleitet wird. Ebenso aber wird mit Recht jene unselige Lehre verworfen, die eine Gesellschaft ohne Rücksicht auf die Religion zu errichten sucht und die Religionsfreiheit der Bürger bekämpft und austilgt.“

 Die Heilsbringung ist aber auch denjenigen offen, der das „Evangelium Christi und seine  Kirche ohne Schuld nicht kennt, Gott aber aus ehrlichem Herzen sucht, seinen im Anruf des Gewissens erkannten Willen unter dem Einfluss der Gnade in der Tat zu erfüllen trachtet“. Auch dieser kann „das ewige Heil erlangen“. (Lumen Gentium 16)

### Das sittliche Gewissen
In der Pastoralkonstitution Gaudium et Spes (GS), die am 7. Dezember 1965 auf dem Zweiten Vatikanischen Konzil verabschiedet wurde, betonen die Verfasser die Bedeutung und herausragende Stellung des Gewissens, wenn sie im Vorwort schreiben, dass „der Mensch also, der eine und ganze Mensch, mit Leib und Seele, Herz und Gewissen, Vernunft und Willen im Mittelpunkt der Ausführungen steht.“ (GS 3) Den Bezug zur Gewissensfreiheit findet man unter dem Begriff der „Würde des sittlichen Gewissens“, wobei neben der eigenen Gewissensfreiheit gleichzeitig auf die Pflicht des Gehorchens und die zu befolgenden Gottesgesetze verwiesen wird. Demzufolge besteht eigentlich keine Gewissensfreiheit im Sinne von grenzenloser Freiheit. Die Gewissensfreiheit setzt ein „rechtes Gewissen voraus, je mehr sich dieses durchsetzt, desto mehr lassen die Personen und Gruppen von der blinden Willkür ab und suchen nach den objektiven Normen der Sittlichkeit zu richten. Nicht selten jedoch geschieht es, dass das Gewissen aus unüberwindlicher Unkenntnis irrt, ohne dass es dadurch seine Würde verliert.“ (GS 16) Sittliche Normen werden auch bei der „Förderung des Gemeinwohls“ unabdingbar, denn „jede Gruppe muss den Bedürfnissen und berechtigten Ansprüchen anderer Gruppen, ja dem Gemeinwohl der ganzen Menschheitsfamilie Rechnung tragen (GS 5). Gleichzeitig wächst auch das Bewusstsein der erhabenen Würde, die der menschlichen Person zukommt, da sie die ganze Dingwelt überragt und Träger allgemeingültiger sowie unverletzlicher Rechte und Pflichten ist. Es muss also alles dem Menschen zugänglich gemacht werden, was er für ein wirklich menschliches Leben braucht, wie Nahrung, Kleidung und Wohnung, sodann das Recht auf eine freie Wahl des Lebensstandes und auf Familiengründung, auf Erziehung, Arbeit, guten Ruf, Ehre und auf geziemende Information; ferner das Recht zum Handeln nach der rechten Norm seines Gewissens, das Recht auf Schutz seiner privaten Sphäre und auf die rechte Freiheit auch in religiösen Dingen. Die Freiheit des Gewissens, zwischen „Gut“ und „Böse“ zu entscheiden, bringt für den einzelnen Menschen eine Gewissenspflicht mit sich. Sie, die Gewissensfreiheit und die Gewissenspflicht, verlangen ebenfalls ein Verantwortungsbewusstsein und setzen eine christliche Erziehung voraus.“ (GS 31)

## Luthers Begriff der Gewissensfreiheit
Nach Luthers Glaubensauslegung ist das Gewissen an das Wort Gottes gebunden, es muss aber vom einzelnen richtig erkannt – aber nicht von einer Autorität vorgegeben – werden. Vor dem Reichstag zu Worms im Jahre 1521 antwortet er dann auch wie folgt: 

„Wenn ich nicht durch Schriftzeugnisse oder helle Gründe werde überwunden werden, so bin ich überwunden durch die von mir angeführten Schriftzeugnisse, und mein Gewissen ist gebunden in Gottes Wort. Widerrufen kann und will ich nichts, weil wider das Gewissen zu handeln nicht sicher und nicht lauter ist. Gott helfe mir. Amen“

  Nach dem Wormser Edikt begab sich Luther auf die Wartburg, und ihn überkam Schwermut, „weil er seinem Gewissen nach in Worms dem Rat der Freunde zu sehr nachgegeben und seinen Geist bedämpft habe“. Wieder berief sich Luther auf sein Gewissen, als er auf dem Marburger Religionsgespräch einen politischen Bund ablehnte. Er stellte vielmehr die Frage nach der Verantwortung des daraus entstehenden Schadens und fragte: „So möchten wir lieber zehnmal tot sein, als das Bewusstsein haben, dass unser Evangelium Ursache irgendeines Blutvergießens oder Schadens gewesen sei, der unseretwegen geschieht.“
Luther unterscheidet eindeutig zwischen der Notwendigkeit des Handelns und der Gewissensentscheidung für das Gerechte, er nutzt die Möglichkeit nach seinem eigenen Gewissen entscheiden zu dürfen. In der konkreten Praxis des Protestantismus heißt das, dass die Gewissensfreiheit urteilsabhängig ist und sich in der Wahrheit und dem Guten widerspiegelt und nicht in willkürliche Entscheidungen ausufern darf.

## Toleranz in der Tradition des Judentums
Der einflussreichste Denker der jüdischen Aufklärung war Moses Mendelsohn (1729–1786), er plädierte für Toleranz, die Freiheit der Gottesdienstausübung und die Abschaffung der Einmischung des Staates in religiöse Angelegenheiten. So sagt er: 

„Bietet nicht Belohnung oder Anreiz dafür, dass die Menschen bestimmte Theologien annehmen. Lasst jeden, der nicht den allgemeinen Frieden stört, auf seine Art zu Gott beten.“

 Neben einem toleranten Nebeneinander der Religionen entfaltete das Judentum innerhalb seiner Glaubensgemeinschaften eine Gewissensfreiheit, die den Staat und die Menschenrechte des Einzelnen schützen soll. Mendelssohns Plädoyer für Gewissensfreiheit und für bürgerliche sowie religiöse Toleranz hatte Immanuel Kant (1724–1804) derart beeindruckt, so dass er ihm schrieb: „Sie haben Ihre Religion [das Judentum] mit einem solchen Grade von Gewissensfreiheit zu vereinigen gewusst, die man ihr gar nicht zugetraut hätte und dergleichen sich keine andere rühmen kann. Sie haben zugleich die Notwendigkeit einer unbeschränkten Gewissensfreiheit zu jeder Religion so gründlich und so hell vorgetragen, dass auch endlich die Kirche unsererseits darauf wird denken müssen, wie sie alles, was das Gewissen belästigen und drücken kann, von der ihrigen [also von der christlichen Religion] absondere.“
Die jüdische Aufklärung (Haskala) veränderte das Zusammenleben der Menschen, führte aber auch zu inneren Unruhen und Auseinandersetzungen in Glaubensfragen. Im Judentum ist Toleranz unerlässlich, um den Schutz der eigenen Religion abzusichern. Denn nur auf dieser Basis kann es möglich sein, dass Menschen mit unterschiedlichen Lebensanschauungen, Weltanschauungen und Religionen friedlich koexistieren.